# Ешиппен (переписна місцевість, Вісконсин)
Ешиппен (англ. Ashippun) — переписна місцевість (CDP) в США, в окрузі Додж штату Вісконсин. Населення — 1166 осіб (2020).

## Географія
Ешиппен розташований за координатами 43°12′47″ пн. ш. 88°31′5″ зх. д. / 43.21306° пн. ш. 88.51806° зх. д. (43.213139, -88.517987).  За даними Бюро перепису населення США в 2010 році переписна місцевість мала площу 0,75 км², уся площа — суходіл. В 2017 році площа становила 2,66 км², уся площа — суходіл.

## Демографія
Згідно з переписом 2010 року, у переписній місцевості мешкали 333 особи в 126 домогосподарствах у складі 101 родини. Густота населення становила 446 осіб/км².  Було 134 помешкання (180/км²).
Расовий склад населення:
| - 99,7 % — білих |

До двох чи більше рас належало 0,3 %. Частка іспаномовних становила 1,5 % від усіх жителів.
За віковим діапазоном населення розподілялося таким чином: 23,7 % — особи молодші 18 років, 66,4 % — особи у віці 18—64 років, 9,9 % — особи у віці 65 років та старші. Медіана віку мешканця становила 39,1 року. На 100 осіб жіночої статі у переписній місцевості припадало 98,2 чоловіків;  на 100 жінок у віці від 18 років та старших — 96,9 чоловіків також старших 18 років.
Середній дохід на одне домашнє господарство  становив 74 928 доларів США (медіана — 63 839), а середній дохід на одну сім'ю — 79 918 доларів (медіана — 64 554). Медіана доходів становила 48 750 доларів для чоловіків та 41 917 доларів для жінок. 
Цивільне працевлаштоване населення становило 98 осіб. Основні галузі зайнятості: освіта, охорона здоров'я та соціальна допомога — 25,5 %, роздрібна торгівля — 18,4 %, оптова торгівля — 11,2 %, виробництво — 11,2 %.